# Corticaria umbilicata
Corticaria umbilicata là một loài bọ cánh cứng trong họ Latridiidae. Loài này được Beck miêu tả khoa học năm 1817.